# Конфрідес
Конфрідес (валенс. Confrides, ісп. Confrides) — муніципалітет в Іспанії, у складі автономної спільноти Валенсія, у провінції Аліканте. Населення — 282 осіб (1 січня 2022).

## Географія
Муніципалітет розташований на відстані близько 350 км на південний схід від Мадрида, 41 км на північний схід від Аліканте.
На території муніципалітету розташовані такі населені пункти: (дані про населення за 2010 рік)
- Абдет: 88 осіб
- Конфрідес: 188 осіб

## Демографія
Динаміка населення (INE ):

## Галерея зображень

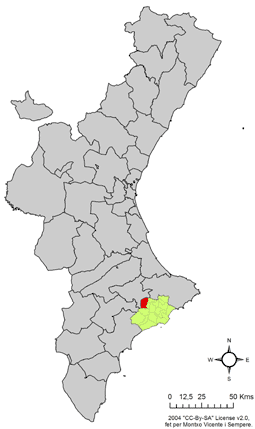
Розташування муніципалітету Конфрідес у автономній спільноті Валенсія
Розташування муніципалітету Конфрідес у комарці Маріна-Баха
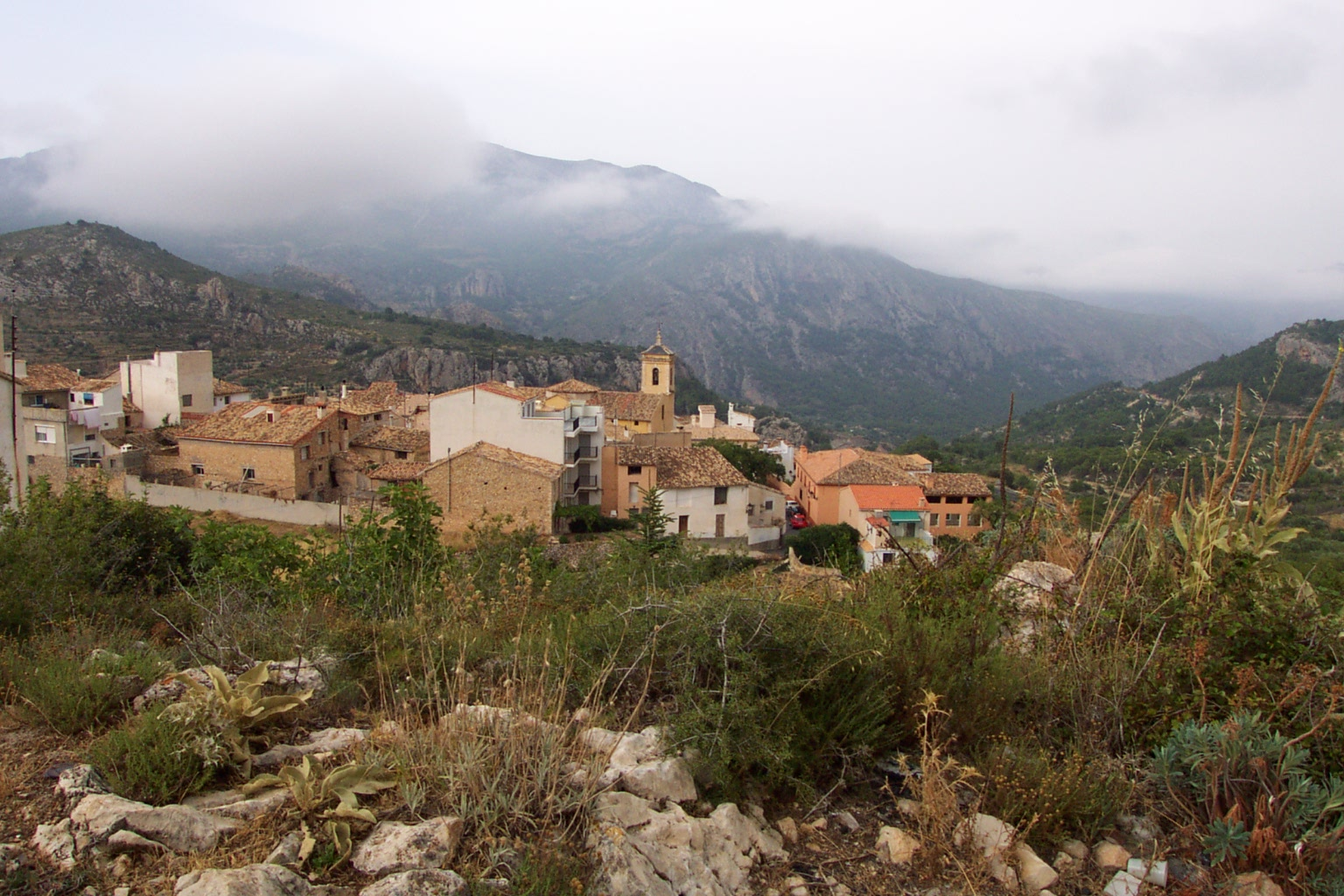
Конфрідес
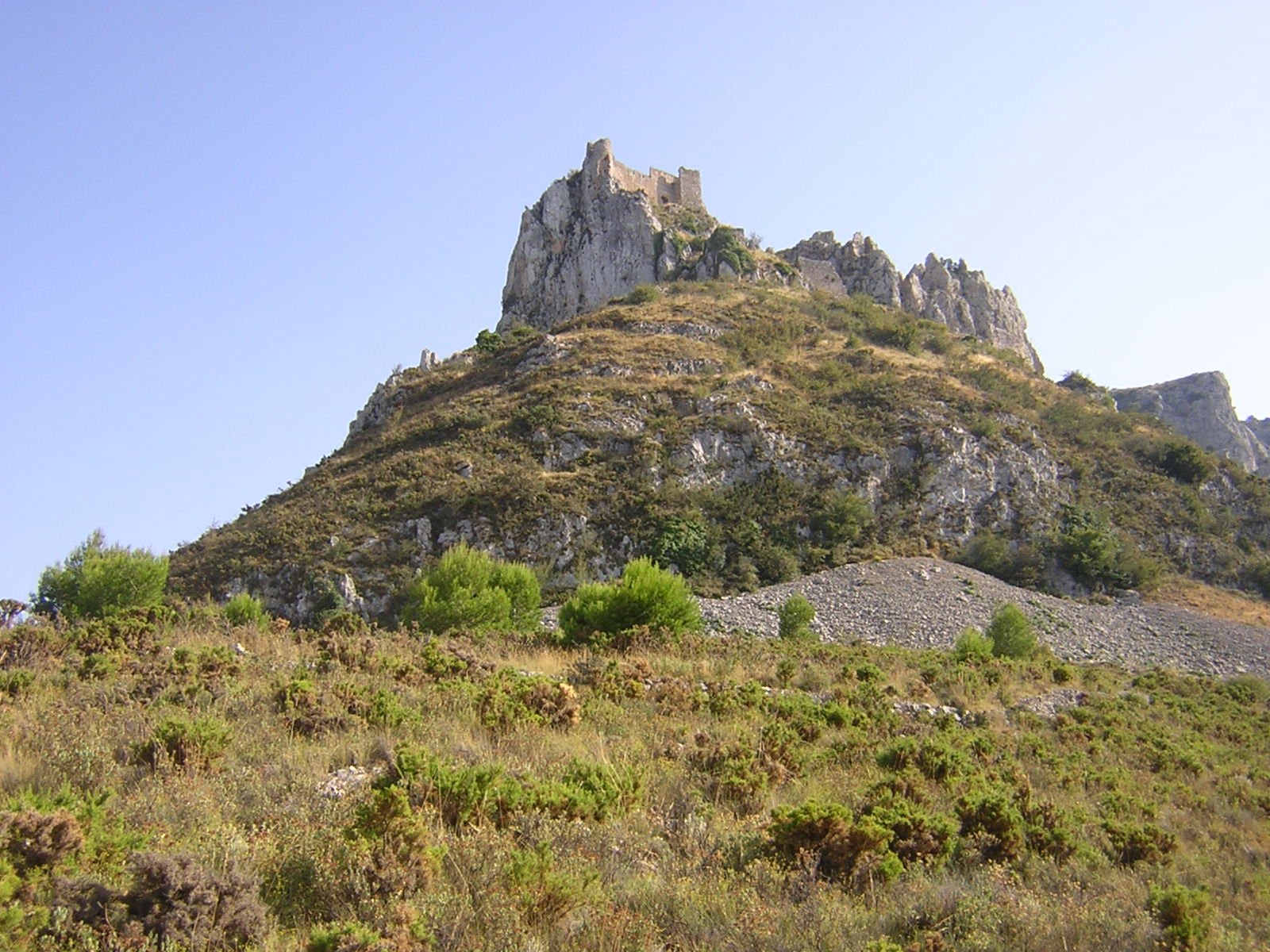
Конфрідес, замок